# Shure Demise
Shure Demise (* 31. Januar 1996) ist eine äthiopische Langstreckenläuferin.
Bei ihrem Marathondebüt beim Dubai-Marathon 2015 stellte sie einen neuen Juniorenweltrekord von 2:20:59 h auf, als Vierte kam sie ins Ziel. Am 20. April 2015 lief sie beim Boston-Marathon auf den 8. Platz. Sie benötigte für den Lauf 2:27:14 h. Im Oktober gewann sie den Toronto Waterfront Marathon mit 2:23:37 h. 2016 belegte sie beim Tokio-Marathon den sechsten Platz. Sie gewann die äthiopischen Meisterschaften im 10.000-Meter-Lauf und wurde über diese Distanz bei den Afrikameisterschaften in Durban Fünfte. Zum Ende der Saison verteidigte sie ihren Titel beim Toronto Waterfront Marathon erfolgreich.
2017 wurde Demise beim Dubai-Marathon hinter ihrer Landsfrau Worknesh Degefa Zweite. Bei den Weltmeisterschaften in London belegte sie im Marathonlauf Rang fünf. 2018 belegte sie beim Tokio-Marathon den vierten und beim Chicago-Marathon den dritten Platz. Beim Tokio-Marathon 2019 wurde sie Dritte. Im selben Jahr startete sie im Marathonrennen der Weltmeisterschaften in Doha, erreichte das Ziel jedoch nicht. Den Tokio-Marathon 2020 beendete sie auf dem neunten Rang.

## Persönliche Bestzeiten
- 15-km-Straßenlauf: 49:22 min, 2. März 2014, Lido di Ostia
- Halbmarathon: 1:08:53 h, 2. März 2014, Lido di Ostia
- Marathon: 2:20:59 h, 23. Januar 2015, Dubai-Marathon